# أحوال قيس (السبرة)

تعديل مصدري - تعديل

أحوال قيس هي إحدى قرى عزلة الأخلود بمديرية السبرة التابعة لمحافظة إب، بلغ تعداد سكانها 495 نسمة حسب تعداد اليمن لعام 2004.